# غلين غلاس
غلين غلاس (بالإنجليزية: Glenn Glass)‏ هو لاعب كرة قدم أمريكية أمريكي، ولد في 16 فبراير 1940 في Holopaw, Florida ‏ في الولايات المتحدة.

## وصلات خارجية
- غلين غلاس على موقع مرجع كرة القدم المحترفة.كوم (الإنجليزية)
- غلين غلاس على موقع JustSportsStats.com (الإنجليزية)